# Cambonet
Cambonet de Sòr (en francès Cambounet-sur-le-Sor) és un municipi francès situat al departament del Tarn i a la regió d'Occitània. En aquest municipi el Sor desemboca a l'Agout.

## Demografia
| 1962                                       | 1968 | 1975 | 1982 | 1990 | 1999 | 2007 |
| ------------------------------------------ | ---- | ---- | ---- | ---- | ---- | ---- |
| 341                                        | 348  | 357  | 475  | 571  | 638  | 791  |
| Des de 1962: població sense dobles comptes |      |      |      |      |      |      |

## Administració
| Període | Identitat         | Partit |
| ------- | ----------------- | ------ |
| 2001-   | Sylvain Fernandez |        |